# Себастијан Сабо
Себастијан Сабо (мађ. Szabó Sebasztián; Франкфурт на Мајни, 11. март 1996) српско-мађарски је пливач чија специјалност су спринтерске трке слободним и делфин стилом. Вишеструки је национални првак и рекордер у Србији и Мађарској, учесник светских и европских првенстава. Од 2019. на међународној сцени се такмичи под заставом Мађарске.

## Спортска каријера
Себастијан Сабо је рођен у Франкфурту на Мајну, у немачкој савезној држави Хесен, 1996. године. Годину дана касније његова породица се преселила у Сенту, варошицу на северу Србије, одакле је пореклом његов отац. Себастијан је пливање почео да тренира још као седмогодишњи дечак, али се убрзо преоријентисао на тренирање ватерпола у локалном ватерполо клубу. Након завршене средње школе сели се у Нови Сад где наставља са пливачким тренинзима у Пливачком клубу Војводина, међутим како у клубу није имао адекватне услове за квалитетне тренинге, убрзо одлази у мађарски Ђер где наставља са тренинзима у локалном пливачком клубу.
Прво велико такмичење на ком је Сабо учествовао било је светско првенство у Будимпешти 2017. где је пливао обе појединачне спринтерске трке делфин стилом. Најбољи резултат је остварио у трци на 50 делфин у којој је успео да се пласира у полуфинале које је окончао на укупно 13. месту са временом од 23,54 секунди. Трку на 100 делфин завршио је на 19. позицији у конкуренцији 72 пливача, са временом од 52,16 секунди. У децембру исте године, на европском првенству у малим базенима у Копенхагену осваја бронзану медаљу у трци на 50 метара делфин стилом, и била је то његова прва медаља на међународним такмичењима највишег ранга. Финалну трку у Копенхагену  Сабо је испливао за 22,44 секунде, свега 0,02 секунде спорије од руског пливача Александра Попкова који је освојио златну медаљу.
На пливачком митингу у мађарском Дебрецину одржаном крајем марта 2019, Сабо је дистанцу од 50 метара делфин стилом препливао за 22,9 секунди, што је било најбоље време сезоне у свету. Дан касније, на истом митингу, испливао је и А олимпијску норму за ЛОИ 2020. у трци на 100 делфин са временом од 51,34 секунде.
Непосредно након Отвореног првенства Мађарске у Ђеру Сабо је изразио жељу за променом спортског држављанства. Током јуна 2019. Извршни одбор ФИНА је, уз сагласност Пливачког савеза Србије, обавестио Пливачки савез Мађарске да Себастијан Сабо у наредном периоду може да се такмичи на међународној сцени под заставом те земље. Одлуку о промени спортског држављанства званично је потврдио и Међународни олимпијски комитет током октобра 2019. године.
Прво велико такмичење на ком је Сабо наступио под заставом Мађарске било је светско првенство у корејском Квангџуу 2019. године. Сабо је у Квангџуу наступио у појединачној трци на 50 делфин, успевши да се пласира у финале које је окончао на укупно петом месту. Пливао је и у штафетама 4×100 слободно (само у квалификацијама), 4×100 мешовито (12. место) и 4×100 мешовито микс (12. место).